# センド・アウェイ・ザ・タイガーズ
『センド・アウェイ・ザ・タイガーズ』（Send Away The Tigers）は、ウェールズのロックバンド、マニック・ストリート・プリーチャーズが2007年に発表した7枚目のアルバム。

## 収録曲
1. センド・アウェイ・ザ・タイガーズ
2. アンダードッグス
3. ユア・ラヴ・アローン・イズ・ノット・イナフ（feat.ニナ・パーソン）
4. インディアン・サマー
5. ザ・セカンド・グレイト・デプレッション
6. レンディッション
7. オータム・ソング
8. アイム・ジャスト・ア・パッツィ
9. インペリアル・ボディバッグス
10. ウィンターラヴァーズ
11. 労働階級の英雄
12. ラヴ・レター・トゥ・ザ・フューチャー (ボーナストラック)
13. モーニング・コムレイズ (ボーナストラック)
14. センド・アウェイ・ザ・タイガーズ (アコースティック) (ボーナストラック)
15. Your Love Alone Is Not Enough (ミュージック・ビデオ)

| スタブアイコン | サブスタブ | この項目は、まだ閲覧者の調べものの参照としては役立たない、アルバムに関連した書きかけの項目です。この項目を加筆・訂正などしてくださる協力者を求めています（P:音楽/PJ:アルバム）。 |